# Steinläufer

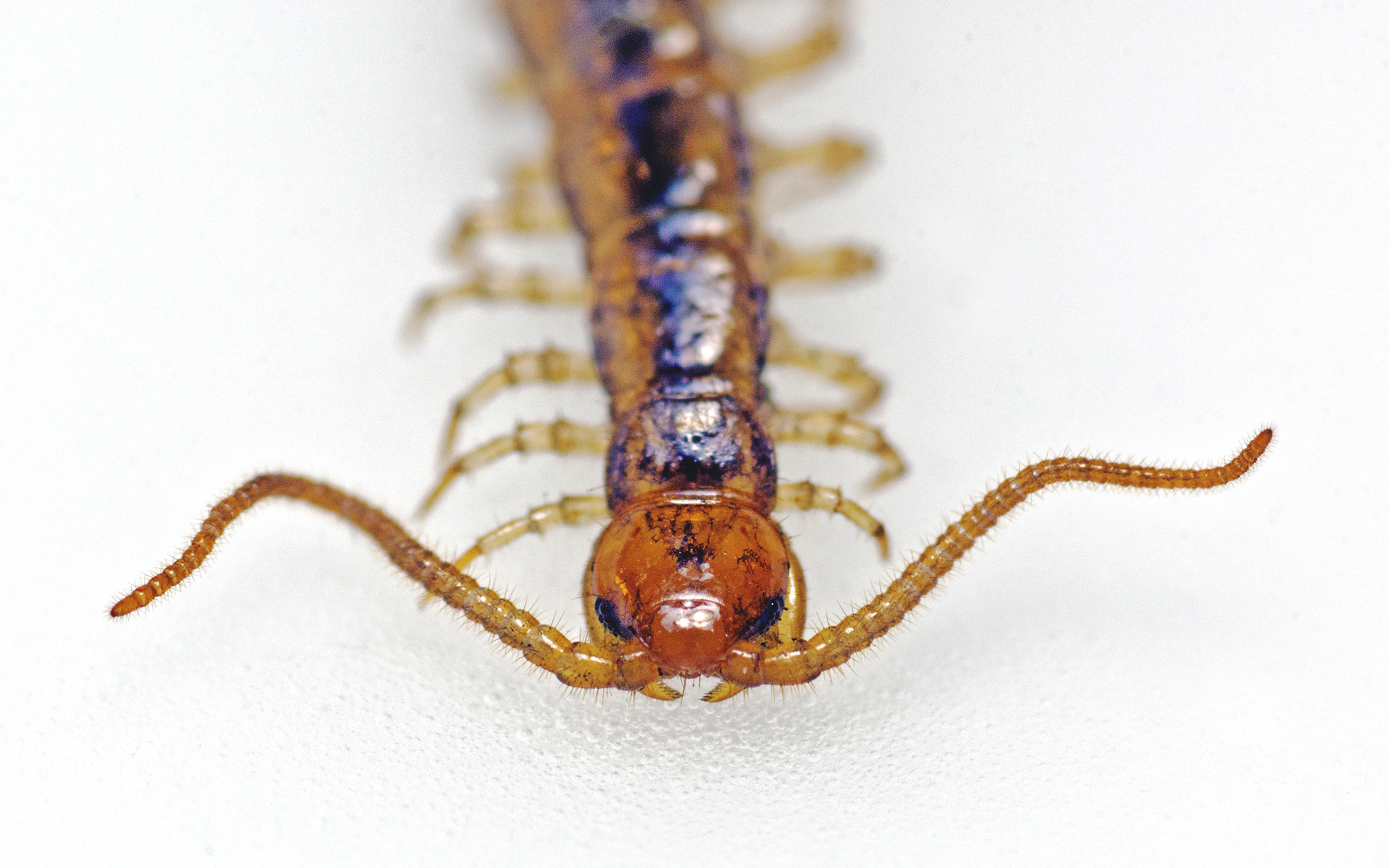
Kopf von Lithobius melanops

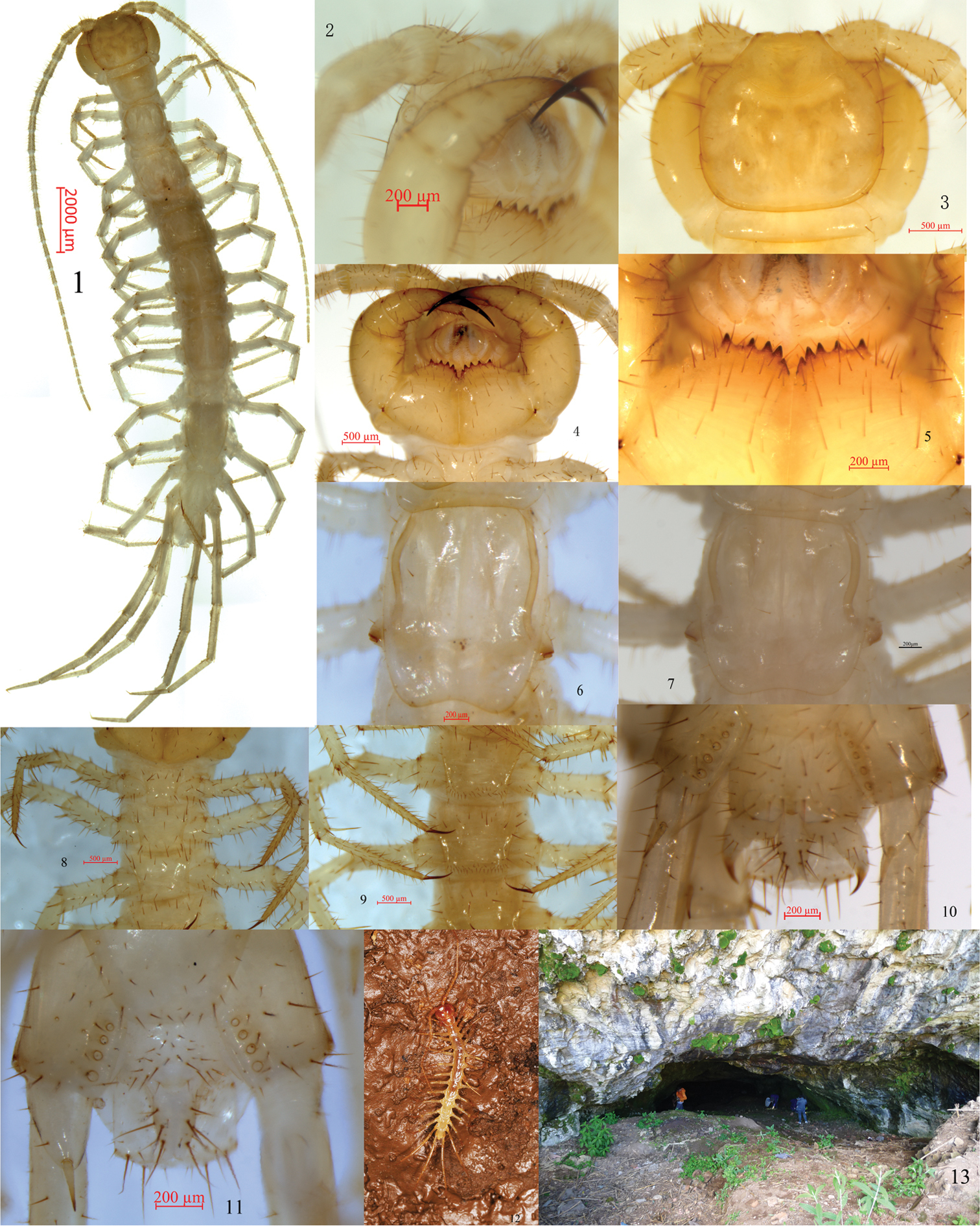
Mikroskopische Aufnahmen von Australobius tracheoperspicuus

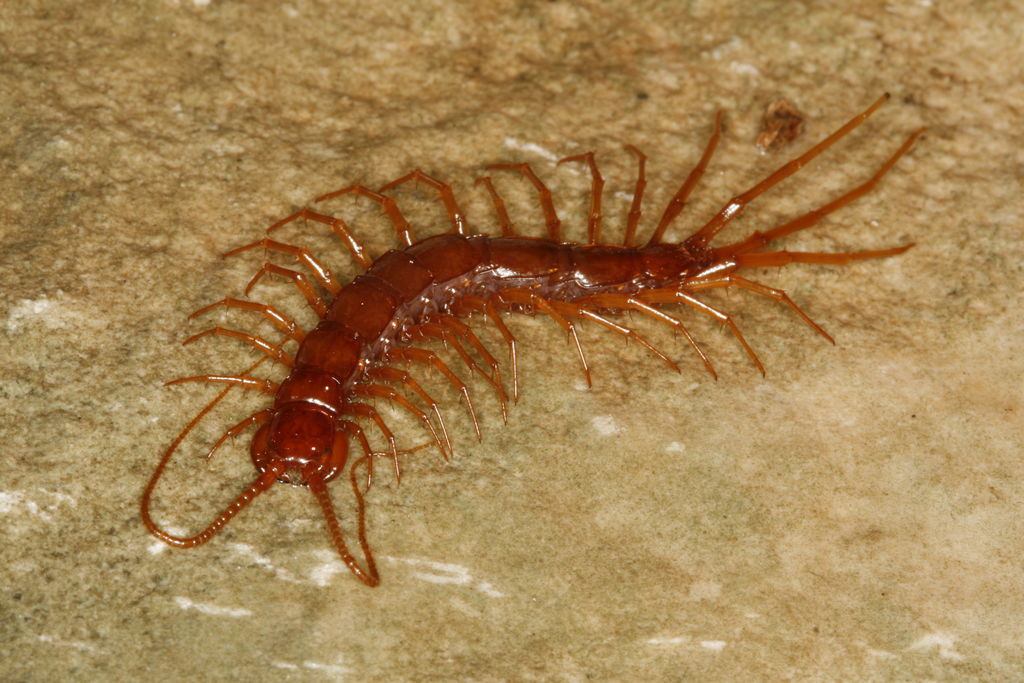
Eupolybothrus cavernicolus lebt an der Adria

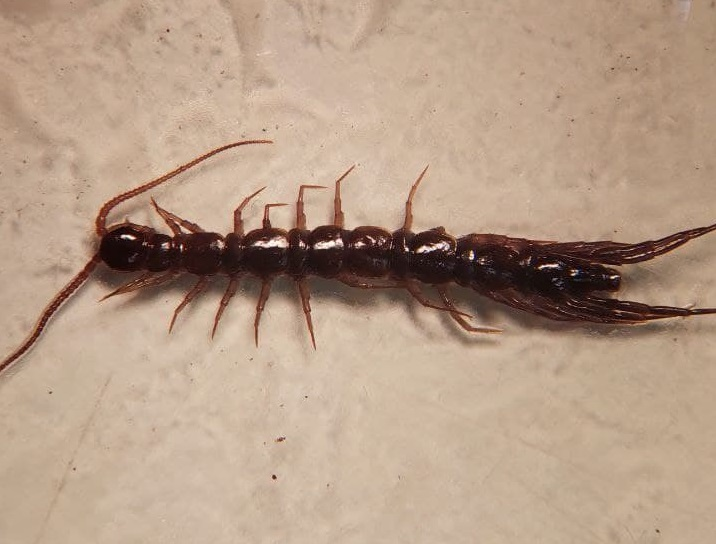
Ein Weibchen von Lithobius latro

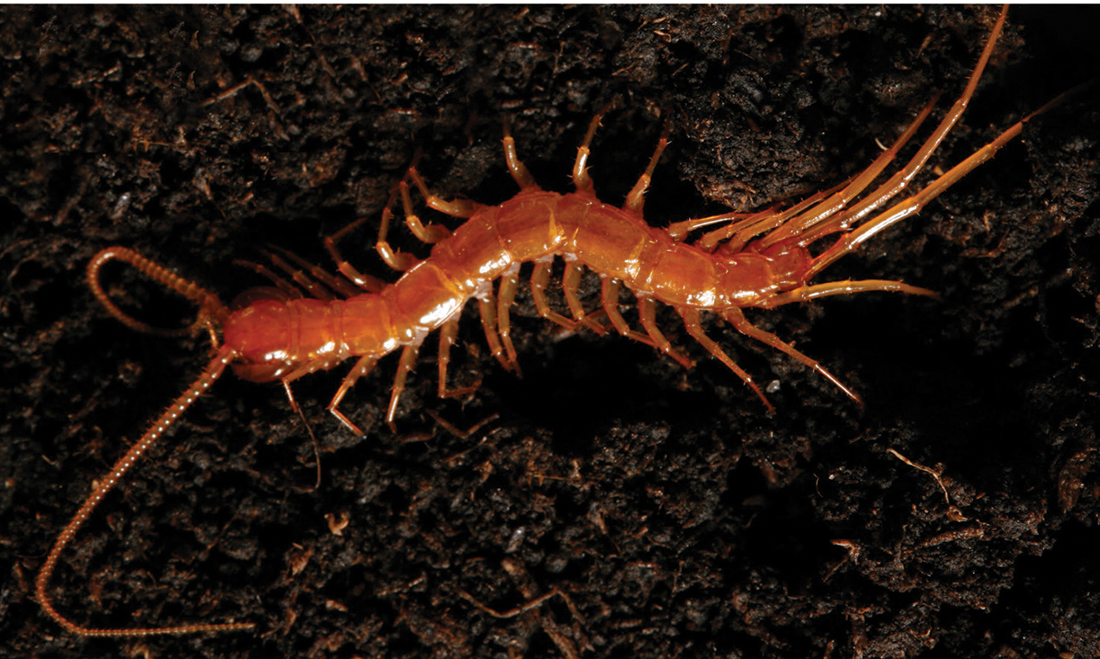
Eupolybothrus liburnicus aus Kroatien

Steinläufer (Lithobiomorpha) sind eine Ordnung der Klasse Hundertfüßer (Chilopoda). Sie kommen mit etwa 1500 bekannten Arten auf allen Kontinenten außer der Antarktis vor. Damit stellen sie die artenreichste Ordnung der Hundertfüßer dar. Es wird jedoch davon ausgegangen, dass mindestens 2000 Arten existieren.

## Merkmale
Steinläufer sind relativ kompakt gebaute Hundertfüßer, deren Körper aus 18 Segmenten besteht, davon 15 laufbeintragenden Segmenten, bei denen sich jeweils ein kürzerer und ein längerer Rückenschild (Tergit) abwechseln und somit die längeren Tergite in der Rumpfmitte zusammenstoßen (Tergit 7 & 8). Die Tergite sind ziemlich hart und starr. Die Körperlänge variiert von 4 bis 60 mm. Die vorderen Beine sind relativ kurz und werden zum Körperende hin länger. Die letzten beiden Beinpaare sind länger und spielen auch bei der Paarung und dem Ergreifen der Beute eine Rolle. Körper und Kopf sind dorsoventral abgeflacht, was den Tieren ermöglicht, sich auf der Suche nach Beute oder Verstecken in Spalten und Ritzen zu bewegen. Augen sind oft in Form von Einzelaugen (Ocellen) vorhanden. Je nach Art kann pro Kopfseite nur eine Ocelle vorhanden sein, oder auch ganze Gruppen, die in Reihen angeordnet sind und aus bis zu 30 Ocellen pro Seite bestehen können. Dabei sind häufig manche Ocellen größer als andere. Viele Arten besitzen aber auch keine Ocellen und sind blind. Die fadenförmigen Antennen bestehen aus 13–100 Gliedern. Unterhalb der Augen befinden sich Tömösvárysche Organe. Die Atemlöcher befinden sich paarweise lateral am Körper. Die Hüftglieder der Endbeine tragen unterseits Drüsenporen, aus denen ein Wehrsekret abgesondert werden kann. Die Anordnung dieser Poren wird bei einigen Arten als Bestimmungsmerkmal herangezogen. Auch distale Dornen auf den Endbeinen können taxonomisch relevant sein. Die Endklaue ist in fünf Enden aufgeteilt. Die weiblichen Gonopoden besitzen eine Klaue und zwei oder mehr Sporen.
Zur Verteidigung können Beine abgeworfen werden (Autotomie), die danach noch minutenlang weiterzucken und nach mehreren Häutungen wieder nachgewachsen sind. Außerdem kann dem Angreifer aus zahlreichen Wehrdrüsen (Telopoditdrüsen) der hinteren Beinpaare blitzschnell eine große Menge eines klebrigen, zähen und fädenziehenden Wehrsekrets entgegengeschleudert werden. Ameisen werden durch dieses Sekret beispielsweise so an ihrer Bewegung gehindert, dass sie mehr als eine Stunde brauchen, um sich von den Fäden zu befreien.
Die Familie Henicopidae ist charakterisiert durch das alleinige Vorhandensein von Setae (Härchen) auf den Beinen, während bei der Familie Lithobiidae zusätzlich zu den Setae noch Dornen oder Sporen vorhanden sind.

## Lebensweise
Steinläufer leben vor allem in der oberen Bodenschicht und der Streuschicht. Man findet sie vor allem unter Steinen oder Borken, morschem Holz oder in der Laubstreu. Tagsüber verstecken sie sich bevorzugt in Spalten, unter Steinen, Totholz oder ähnlichen Verstecken und gehen nachts auf die Jagd.
Steinläufer fangen ihre Beute mithilfe der Giftklauen (Maxillipeden) und zerteilen diese anschließend mit den Mandibeln. Die kräftigen Giftklauen sind angepasst an die Jagd auf engem Raum, wie Spalten in Holz, Felsen oder im Boden. Manche Arten jagen eher aus dem Hinterhalt, anstatt aktiv zu jagen. Auch Kannibalismus kommt vor. Als Nahrung dient eine große Bandbreite kleiner Lebewesen, wie weichhäutige Gliederfüßer (z. B. Springschwänze, Grillen, Schmetterlinge und Käferlarven), Würmer, Schnecken, Spinnen und Nematoden.

## Entwicklung
Zur Paarung legen die Männchen Spermatophoren auf Gespinste ab, die dann vom Weibchen aufgenommen werden. Es findet also keine Kopulation, sondern eine indirekte Befruchtung statt. Die Weibchen speichern die Spermien in ihrem Receptaculum seminis, wo sie durch Drüsensekrete am Leben erhalten werden. Viele Steinläufer-Arten vermehren sich auch parthenogenetisch. Die Eier werden einzeln im Abstand von mehreren Tagen abgelegt. Jedes Ei wird für etwa 14 Tage auf den Endbeinen herumgetragen. Während dieser Zeit wird es mit einem schleimigen Sekret überzogen und anschließend mit Erdpartikeln bedeckt, ein primitives Beispiel für Brutpflege (echte Brutpflege wird nicht betrieben, da die Eier nach dem Ablegen sich selbst überlassen werden). Auf diese Art kann es optisch nicht von Erde unterschieden werden und ist gegen Pilzbefall und Austrocknung geschützt, bevor es vom Weibchen abgelegt wird. Das Reproduktionspotenzial ist mit etwa 25 Eiern pro Jahr eher gering. In Mitteleuropa werden die meisten Eier im Frühling oder Herbst abgelegt, generell werden aber ganzjährig Eier abgelegt. Steinläufer entwickeln sich anamorph, das heißt die Jungtiere besitzen nach dem Schlupf noch nicht die endgültige Zahl an Segmenten und Beinpaare. Die Eilarven besitzen nur 6–8 Beinpaare, es gibt 5 Larvenstadien. Mit jeder Häutung wächst die Anzahl an Beinpaaren. Steinläufer entwickeln sich langsam, die Geschlechtsreife wird nach etwa 2 Jahren erreicht, die Lebenserwartung liegt bei 4–7 Jahren.

## Verbreitung
Steinläufer finden sich auf allen Kontinenten außer der Antarktis. Dabei sind besonders viele Arten aus den gemäßigten Zonen der Erde bekannt, in den Tropen scheint die Artenzahl geringer zu sein. Wüstengebiete werden gemieden, so fehlen Steinläufer z. B. in der Sahara, großen Teilen Südwestasiens, im zentralen Australien und ähnlichen Gebieten. Einige Arten sind ziemlich kältetolerant, so finden sich auch Arten in Alaska, auf Island, in Skandinavien nördlich des Polarkreises, in Nordwestrussland oder im Süden von Chile.
Viele Arten leben in Wäldern und Waldland, aber auch Tundren, trockene Gebiete oder Höhlen werden besiedelt. Manche Arten sind besser angepasst an Kälte oder lange Pausen zwischen der Nahrungsaufnahme, manche Arten sind wiederum besser angepasst an trockene Habitate und haben dafür die Anzahl und Größe der Coxalporen reduziert, um den Wasserverlust zu minimieren. Es gibt auch Beispiele für endemische Arten, die in der Nähe anderer Arten leben. Dies ist möglich aufgrund des geringen Ausbreitungspotenzials troglobionter Arten. Es gibt auch Arten, die an Bäumen und unter Rinde leben.
In Deutschland sind 33 Arten von Steinläufern bekannt, in Australien 20 Arten.

## Äußere Systematik
Das folgende Kladogramm zeigt die phylogenetischen Verwandtschaftsverhältnisse der einzelnen Hundertfüßer-Ordnungen. Die Steinläufer bilden dabei die basalste Ordnung innerhalb der Pleurostigmomorpha.
|           | Craterostigmomorpha                                                                             |
|           |                                                                                                 |
| Epimorpha | \| \| Scolopendromorpha (Riesenläufer) \| \| \| \| \| \| Geophilomorpha (Erdläufer) \| \| \| \| |
|           | \| \| Scolopendromorpha (Riesenläufer) \| \| \| \| \| \| Geophilomorpha (Erdläufer) \| \| \| \| |
|           | Scolopendromorpha (Riesenläufer)                                                                |
|           |                                                                                                 |
|           | Geophilomorpha (Erdläufer)                                                                      |
|           |                                                                                                 |

|  | Scolopendromorpha (Riesenläufer) |
|  |                                  |
|  | Geophilomorpha (Erdläufer)       |
|  |                                  |

|           | Craterostigmomorpha                                                                             |
|           |                                                                                                 |
| Epimorpha | \| \| Scolopendromorpha (Riesenläufer) \| \| \| \| \| \| Geophilomorpha (Erdläufer) \| \| \| \| |
|           | \| \| Scolopendromorpha (Riesenläufer) \| \| \| \| \| \| Geophilomorpha (Erdläufer) \| \| \| \| |
|           | Scolopendromorpha (Riesenläufer)                                                                |
|           |                                                                                                 |
|           | Geophilomorpha (Erdläufer)                                                                      |
|           |                                                                                                 |

|  | Scolopendromorpha (Riesenläufer) |
|  |                                  |
|  | Geophilomorpha (Erdläufer)       |
|  |                                  |

|           | Craterostigmomorpha                                                                             |
|           |                                                                                                 |
| Epimorpha | \| \| Scolopendromorpha (Riesenläufer) \| \| \| \| \| \| Geophilomorpha (Erdläufer) \| \| \| \| |
|           | \| \| Scolopendromorpha (Riesenläufer) \| \| \| \| \| \| Geophilomorpha (Erdläufer) \| \| \| \| |
|           | Scolopendromorpha (Riesenläufer)                                                                |
|           |                                                                                                 |
|           | Geophilomorpha (Erdläufer)                                                                      |
|           |                                                                                                 |

|  | Scolopendromorpha (Riesenläufer) |
|  |                                  |
|  | Geophilomorpha (Erdläufer)       |
|  |                                  |

|           | Craterostigmomorpha                                                                             |
|           |                                                                                                 |
| Epimorpha | \| \| Scolopendromorpha (Riesenläufer) \| \| \| \| \| \| Geophilomorpha (Erdläufer) \| \| \| \| |
|           | \| \| Scolopendromorpha (Riesenläufer) \| \| \| \| \| \| Geophilomorpha (Erdläufer) \| \| \| \| |
|           | Scolopendromorpha (Riesenläufer)                                                                |
|           |                                                                                                 |
|           | Geophilomorpha (Erdläufer)                                                                      |
|           |                                                                                                 |

|  | Scolopendromorpha (Riesenläufer) |
|  |                                  |
|  | Geophilomorpha (Erdläufer)       |
|  |                                  |

## Innere Systematik
Die Steinläufer werden in zwei Familien aufgeteilt, mit etwa 103 Gattungen und 1500 Arten:
- Henicopidae Pocock, 1901
  - Die Familie Henicopidae besteht aus 19 Gattungen mit 120 Arten
- Lithobiidae Newport, 1844
  - Die Familie Lithobiidae besteht aus 84 Gattungen und über 1300 Arten

### Arten in Mitteleuropa (Auswahl)
- Henicopidae
  - Lamyctes africanus – eingeschleppt
  - Lamyctes emarginatus – eingeschleppt aus Australien
  - Lamyctes fulvicornis
- Lithobiidae
  - Eupolybothrus grossipes
  - Eupolybothrus tridentatus
  - Harpolithobius anodus
  - Lithobius aeruginosus
  - Lithobius agilis
  - Lithobius austriacus
  - Lithobius borealis
  - Lithobius calcaratus
  - Lithobius crassipes
  - Lithobius curtipes
  - Lithobius dentatus
  - Lithobius erythrocephalus
  - Lithobius forficatus
  - Lithobius glacialis
  - Lithobius lapidicola
  - Lithobius latro
  - Lithobius lucifugus
  - Lithobius macilentus
  - Lithobius melanops
  - Lithobius microps
  - Lithobius mutabilis
  - Lithobius muticus
  - Lithobius nodulipes
  - Lithobius pelidnus
  - Lithobius piceus
  - Lithobius punctulatus
  - Lithobius pygmaeus
  - Lithobius subtilis
  - Lithobius tenebrosus
  - Lithobius tricuspis
  - Lithobius valesiacus
  - Lithobius variegatus